# Состав преступления
Соста́в преступле́ния представляет собой совокупность объективных и субъективных признаков, закреплённых в уголовном законе, которые в сумме определяют общественно опасное деяние как преступление. Признаки состава преступления закрепляются в нормах общей и особенной части уголовного права. Их можно условно разделить на четыре подсистемы: признаки объекта, субъекта, объективной и субъективной стороны преступления.
Наличие в деянии всех признаков некоего состава преступления является основанием для признания его преступным и привлечения совершившего его лица к уголовной ответственности; отсутствие хотя бы одного из них означает, что отсутствует и состав преступления в целом, а деяние при этом признаётся не преступным.

## Понятие состава преступления
Первые упоминания о составе преступления относятся к XVI веку, однако вплоть до конца XIX века (а в некоторых странах и до настоящего времени) под составом преступления (лат. corpus delicti) понимаются вещественные свидетельства совершения преступления: наличие трупа при убийстве, следов проникновения в помещение при краже со взломом и т.д. Фактически понятие corpus delicti является скорее уголовно-процессуальным, чем уголовно-правовым.
В уголовном праве понятие «состав преступления» является преимущественно доктринальным, а не законодательным. Уголовные кодексы большинства государств мира не используют данную правовую категорию, не применяется она и в англо-американском прецедентном праве. Вместо этого используются категории «деяние» и «преступление», которые также разделяются на объективные и субъективные элементы: например, во французском уголовном праве выделяются материальный (само преступное действие или бездействие), психологический (вина) и законодательный (установление в уголовном законе угрозы наказания за совершение деяния) элементы.
В других странах (например, в России) уголовное законодательство хотя и не даёт определения понятию «состав преступления», но использует его в тексте норм: состав преступления в российском уголовном праве называется основанием уголовной ответственности. В уголовно-процессуальном законодательстве России также употребляется термин «состав преступления»: отсутствие его в деянии влечёт за собой отказ от уголовного преследования. Законодательство России подразумевает, что состав преступления может содержаться или не содержаться в определённом деянии.
Уголовный кодекс Германии содержит определение состава деяния (нем. Tatbestand) или «состава закона», который понимается как совокупность объективных и субъективных признаков деяния, закреплённых в уголовно-правовой норме; уголовно-противоправное деяние осуществляет состав закона. Это определение соответствует положениям классического уголовного права, заложенным в работах Биндингa и Белингa, согласно которым состав преступления отождествлялся с диспозицией уголовно-правовой нормы.
Учение о составе преступления получило дальнейшую разработку в российском и советском уголовном праве. При этом в нём продолжают оставаться дискуссионные вопросы. В частности, спорным является даже вопрос собственно о содержании понятия «состав преступления». Основных подходов к его определению два.
Первый подход (его можно назвать нормативистским) следует классической немецкой модели состава преступления как «состава закона»: состав понимается как совокупность предусмотренных уголовным законом или уголовно-правовой теорией признаков деяния, «научная абстракция, набор типических признаков, законодательная модель преступления». Согласно этой концепции, признаки состава преступления не имеют материального содержания, они представляют собой лишь описание, модель признаков реально существующего деяния.
Второй подход определяет состав как «систему (совокупность) элементов и их признаков, именно образующих преступление». Состав преступления не противопоставляется преступлению: он представляет собой ту его юридически значимую часть, которая является характерной, определяющей для всех деяний некоего рода. Именно на данном понимании основываются нормы уголовного и уголовно-процессуального, предполагающие, что состав «содержится в деянии». Согласно данной концепции, правовая категория «состав преступления» соответствует реальному явлению, существующей в реальности системе признаков деяния, которые характеризуют его как общественно опасное, являются основанием для признания его преступным.
Отмечается, что судебная и следственная практика в основном исходит из второго понимания: термины «состав преступления» и «преступление» используются в ней как взаимозаменяемые; наличие одного всегда означает наличие второго, употребляются выражения «выполнение состава преступления», «в деянии содержится (или не содержится) состав преступления».

## Признаки и элементы состава преступления
Как было сказано выше, состав преступления состоит из признаков и элементов. Признак состава преступления — это конкретное юридически значимое свойство деяния, являющееся минимально необходимым для признания его преступным. Если в деянии отсутствует хотя бы один необходимый признак состава преступления, отсутствует и состав преступления как единое целое. Словесная характеристика признака состава содержится в диспозиции уголовно-правовой нормы. Признаки состава преступления могут закрепляться в нормах как Общей, так и Особенной части уголовного закона: в Общей части содержатся признаки, которые характерны для всех составов преступлений, а в Особенной — специфичные для составов конкретных преступлений (в основном это признаки объекта и объективной стороны преступления).
Признак состава должен удовлетворять следующим требованиям: он должен в сочетании с другими признаками характеризовать деяние как общественно опасное и противоправное, отграничивать его от других схожих преступлений, быть прямо указанным в законе или непосредственно следующим из текста правовых норм, быть присущим всем преступлениям определённого вида.
Признаки состава в теории уголовного права группируются по элементам состава. Выделяется четыре элемента: объект, объективная сторона, субъект и субъективная сторона преступления. Объект преступления — это общественные отношения, интересы и блага, охраняемые уголовным законом, которые нарушаются преступным посягательством.
Объективная сторона преступления является его внешним выражением в реальной действительности и включает в себя признаки, относящиеся к самому преступному деянию: характеристику действия и бездействия, их внешние атрибуты (место, способ, время, обстановка, использованные орудия и средства), а также характеристику вредных последствий, причиняемых преступлением. Субъективная сторона включает в себя признаки, характеризующие внутреннее психическое отношение лица, совершившего преступление, к общественно опасному деянию и его последствиям, побудительные мотивы, цели, которых оно хотело достичь нарушением уголовного закона и т.д. Наконец, признаки субъекта характеризуют уголовно-значимые свойства, присущие самому лицу, совершившему преступление: возраст, психическое здоровье, пол, должностное положение и т.д.
Признаки составов преступлений делятся на обязательные и факультативные. Обязательные признаки входят в состав всех без исключения преступлений, без этих признаков не может существовать ни одно преступление. Это объект, общественно опасное деяние, вина, вменяемость лица и достижение им возраста уголовной ответственности.
Факультативные признаки используются в конструкции лишь некоторых составов преступлений, характеризуя их дополнительными чертами, специфичными для данных посягательств. Они являются обязательными для этих составов и необязательными для других. Это предмет посягательства, последствия, причинная связь, способ, время, место, обстановка, орудия и средства совершения преступления, мотив и цель, специальный субъект. Факультативным признаком состава может быть признано только такое обстоятельство, которое имеет уголовно-правовое значение. Не имеющие такого значения обстоятельства (например, цвет украденного кошелька или фаза Луны в момент совершения убийства) лежат вне системы состава преступления. Факультативные признаки состава могут выступать в качестве отягчающего или смягчающего ответственность обстоятельства. Кроме того, они могут вводиться в законодательное описание состава преступления, приобретая таким образом обязательный характер для конкретного деяния.
Признаки состава могут носить постоянный и переменный характер. Постоянные (конкретные) признаки однозначно закрепляются в диспозиции уголовно-правовой нормы. Переменные признаки могут быть бланкетными или оценочными. Бланкетные признаки закрепляются в уголовно-правовой норме лишь в форме отсылки к нормативному акту другой отрасли права (который может меняться независимо от уголовного закона). Содержание же оценочных признаков устанавливается в процессе правоприменения на основе конкретных обстоятельств дела, системного толкования правовых норм и правосознания правоприменителя.
Поскольку состав преступления представляет собой системное образование, все признаки состава преступления являются связанными между собой, не существуют в отдельности друг от друга: последствие — в отрыве от деяния, мотивы и цели лица — в отрыве от вины, вина — в отрыве от субъекта преступления и т.д.
| Состав | Обязательные признаки | Обязательные признаки | Обязательные признаки | Обязательные признаки | Факультативные признаки                                                              |
| --- | --- | --- | --- | --- | ------------------------------------------------------------------------------------ |
| Объект | - Общественные отношения (интересы, блага), подвергшиеся посягательству | - Общественные отношения (интересы, блага), подвергшиеся посягательству | - Общественные отношения (интересы, блага), подвергшиеся посягательству | - Общественные отношения (интересы, блага), подвергшиеся посягательству | - Дополнительный объект - Факультативный объект - Предмет преступления - Потерпевший |
| Объективная сторона | - Общественно опасное деяние (действие или бездействие) - Общественно опасное последствие[Прим.] - Причинная связь[Прим.] (действия: предшествуют наступлению негативных последствий или являются необходимым условием; создают реальную возможность наступления таких последствий; являются закономерными) | - Общественно опасное деяние (действие или бездействие) - Общественно опасное последствие[Прим.] - Причинная связь[Прим.] (действия: предшествуют наступлению негативных последствий или являются необходимым условием; создают реальную возможность наступления таких последствий; являются закономерными) | - Общественно опасное деяние (действие или бездействие) - Общественно опасное последствие[Прим.] - Причинная связь[Прим.] (действия: предшествуют наступлению негативных последствий или являются необходимым условием; создают реальную возможность наступления таких последствий; являются закономерными) | - Общественно опасное деяние (действие или бездействие) - Общественно опасное последствие[Прим.] - Причинная связь[Прим.] (действия: предшествуют наступлению негативных последствий или являются необходимым условием; создают реальную возможность наступления таких последствий; являются закономерными) | - Место - Время - Обстановка - Орудие - Средства совершения - Способ                 |
| Субъект | - Физическое лицо - Вменяемое - Возраст уголовной ответственности (общий — 16 лет, частный — 14 лет) | - Физическое лицо - Вменяемое - Возраст уголовной ответственности (общий — 16 лет, частный — 14 лет) | - Физическое лицо - Вменяемое - Возраст уголовной ответственности (общий — 16 лет, частный — 14 лет) | - Физическое лицо - Вменяемое - Возраст уголовной ответственности (общий — 16 лет, частный — 14 лет) | - Специальный субъект                                                                |
| Субъективная сторона | - Вина | - Вина | - Вина | - Вина |                                                                                      |
| Субъективная сторона | УМЫСЕЛ | УМЫСЕЛ | НЕОСТОРОЖНОСТЬ | НЕОСТОРОЖНОСТЬ | - Мотив - Цель - Эмоции                                                              |
| Субъективная сторона | Прямой | Косвенный | Легкомыслие | Небрежность | - Мотив - Цель - Эмоции                                                              |
| Субъективная сторона | Осознание общественной опасности | Осознание общественной опасности | НЕТ | НЕТ | - Мотив - Цель - Эмоции                                                              |
| Субъективная сторона | Предвидение наступления негативных последствий | Предвидение наступления негативных последствий | Предвидение наступления негативных последствий | Не предвидение последствий, хотя при должной осмотрительности лицо могло и должно было их предвидеть | - Мотив - Цель - Эмоции                                                              |
| Субъективная сторона | Желание наступления последствий | Сознательное допущение последствий или безразличное отношение к ним | Самонадеянный расчёт предотвратить последствия | НЕТ | - Мотив - Цель - Эмоции                                                              |
| Комментарии: Прим. — является обязательным признаком для материальных составов преступлений, в формальных составах такой признак отсутствует. | | | | |                                                                                      |

## Соотношение преступления и состава преступления
В теории уголовного права имеются различные точки зрения по поводу соотношения преступления и состава преступления.
Например, одни учёные предлагают считать, что преступление выступает в роли явления, а состав преступления — в роли понятия об этом явлении. Другие учёные говорят, что понятие о явлении должно включать в себя все признаки явления, в то время как состав преступления отражает лишь их часть, самые типичные черты преступлений определённого вида.
Преступление является более широким понятием, чем состав преступления: состав преступления включает в себя лишь те признаки, которые являются общими для всех преступлений определённого вида и влияют на квалификацию, то есть на выбор статьи уголовного закона, её части и пункта, в то время как преступление обладает и другими признаками, которые для данного состава являются факультативными и влияют лишь на назначение наказания.
Распространённым является мнение о том, что состав преступления представляет собой научную или законодательную абстракцию, своего рода модель реального преступного деяния; согласно данному мнению, соотношение между составом преступления и преступлением является соотношением абстрактного и конкретного, содержания и формы.
Согласно другой концепции, конкретное преступление ставится в соответствие философской категории единичного, норма права, устанавливающая ответственность за его совершение — философской категории общего, а состав преступления — философской категории особенного, которая представляет собой промежуточное, переходное звено между общим и единичным.

## Виды составов преступлений
Составы преступлений классифицируются по различным критериям.
По характеру и степени общественной опасности выделяют следующие составы преступления:
- основной
- квалифицированный
- привилегированный

Основной состав выражает наиболее характерные для данного деяния признаки, это состав типичного деяния определённого рода.
Квалифицированный состав включает в себя признаки, характеризующее деяние как обладающее повышенной по сравнению с типовым общественной опасностью. Это может быть, например, групповой способ совершения преступления, тяжесть наступивших последствий, определённые социально значимые характеристики потерпевшего или преступника (например, совершение преступления в отношении несовершеннолетнего, совершение преступления лицом, ранее судимым за данное преступление) и т. д.
Привилегированный состав включает признаки деяния, смягчающие ответственность по сравнению с основным составом. В современных уголовных кодексах для каждого деяния выделяется от 2 до 4 квалифицированных составов, привилегированные составы встречаются реже.
По конструкции элементов выделяют простой и сложный составы. В простом составе каждый признак присутствует лишь единожды. В сложных составах признаки могут удваиваться (например, могут присутствовать два и более объектов посягательства), могут перечисляться альтернативные элементы, наличие любого из которых характеризует деяние как преступное, либо сложный состав в целом может состоять из объединения нескольких простых.
Выделяются также материальные и формальные составы преступлений. Материальные составы преступлений предусматривают в качестве обязательного признака наступление конкретных общественно опасных последствий, материального или физического вреда. В формальных составах общественно опасные последствия подразумеваются, установление их конкретного содержания не является обязательным для привлечения к ответственности лица, совершившего данное деяние. Ввиду этого некоторыми учёными указывается, что правильнее было бы говорить о материальной или формальной конструкции диспозиции уголовно-правовой нормы, а не состава преступления. Так, к преступлениям с материальным составом относится убийство (состав преступления включает наступление общественно опасных последствий — смерти потерпевшего), а к преступлениям с формальным составом — клевета (состав преступления включает лишь распространение порочащих сведений, вне зависимости от того, причинило ли это распространение какой-либо вред).
Некоторые составы преступлений имеют альтернативную формально-материальную конструкцию: в них перечислено два альтернативных деяния, одно из которых является преступным только при условии наступления конкретного поименованного в законе последствия. Такую конструкцию имеет, например, ч. 1 ст. 171 УК РФ.
Кроме того, выделяют также составы угрозы причинения вреда (другое их название — усечённые составы или составы конкретной опасности). Деление составов на материальные, формальные и усечённые используется при определении момента, когда преступление уже считается оконченным, содержащим все признаки, предусмотренные уголовным законом: преступления с материальным составом окончены в момент наступления последствий, с формальным составом — в момент совершения акта поведения, составляющего суть преступного деяния, с усечённым составом — как только поведение виновного создаст реальную угрозу причинения вреда охраняемым уголовным законом интересам, благам и общественным отношениям.
Состав преступления присутствует не только в оконченном преступлении. Уголовным законом предусматривается наказуемость различных видов неоконченной преступной деятельности: приготовления к преступлению и покушения на преступление. Кроме того, состав преступления присутствует в действиях соучастников (подстрекателей, организаторов, пособников). В таких случаях говорят об особых составах приготовления, покушения, пособничества и т. д., признаки которых определяются содержанием соответствующих норм Общей части уголовного закона.
Исходя из степени обобщённости признаков, вводится также понятие состава преступления
- конкретного
- видового
- родового
- общего

Конкретный состав преступления — это система признаков конкретного уголовно-наказуемого деяния, совершённого определённым лицом.
Видовой состав — система признаков, предусмотренных конкретной нормой Особенной части уголовного закона.
Родовой состав — совокупность признаков, единых для определённой группы преступлений, выделяемых на основе теоретического и практического анализа норм уголовного закона.
Общий состав — совокупность признаков, характерных для всех преступлений, известных уголовному праву.

## Значение состава преступления
Основное значение состава преступления заключается в том, что он может представлять собой основание уголовной ответственности: лицо может быть привлечено к уголовной ответственности тогда и только тогда, когда в его деянии содержатся все признаки состава преступления, когда оно полностью реализовало некий состав преступления.
Кроме этого, состав преступления играет важную роль в квалификации преступлений: из общей массы признаков конкретного деяния выделяются признаки состава преступления, которые, в свою очередь ставятся в соответствие юридическим признакам, закреплённым в диспозиции уголовно-правовой нормы.
Состав преступления используется в процессе познания преступного деяния: изучение конкретных преступлений в курсе уголовного права в вузах производится путём изучения составляющих его отдельных признаков, по элементам состава.